# Hugo på bas
Hugo på bas er en dansk portrætfilm fra 2016 instrueret af Rasmus Dinesen.

## Handling
Hugo Rasmussen har en enestående position i dansk jazzmusik. Efter 50 succesfulde år står han på toppen af en karriere, som har cementeret Hugo Rasmussen som en af de mest anerkendte bassister i dansk musikhistorie. Han er også et stort navn i udlandet og har spillet med verdensnavne som Ben Webster, Dexter Gordon, Cannonball Adderley, Cornelis Vreeswijk med flere.
Født i 1941 har Hugo levet og udviklet sin kunst solidt, stille og over en længere periode. Hugo Rasmussens historie er en lang succes udefra set. Han har masser af jobs, særligt med nye yngre stjerner, som står i kø for at optræde med den gamle mester. Men Hugo Rasmussen er også på andre måder en ener. Hugo er noget af det nærmeste man kan komme på en eneboer. Den digitale verden er ikke en verden, han er trådt ind i. Han har ikke computer, fjernsyn eller mobiltelefon. Gemmer Hugo sig for den moderne verden bag det ikoniske skæg og hestehalen? Bag et lag af vinylplader, bøger, kasser og strengeinstrumenter af enhver afskygning. Denne analoge livsfilosofi danner en uimodståelig kontrast til den kendsgerning at Hugo spiller med alle de nye talenter indenfor jazzen. På denne måde virker det som om Hugo anerkender og varetager sin rolle som værdibærer indenfor den traditionelle Jazz med største iver og alvor.